# جياني إنفانتينو
جياني إنفانتينو (بالإنجليزية: Gianni Infantino) رئيس الاتحاد الدولي لكرة القدم التاسع، هو رجل أعمال سويسري-إيطالي ولد في يوم 23 مارس 1970 في بلدة بريغ غيليس في سويسرا، انتخب في 26 فبراير 2016 ليشغل منصب رئيس الفيفا وكان يشغل منصب السكرتير العام للاتحاد الأوروبي لكرة القدم. ترشح في سنة 2016 لمنصب رئيس الإتحاد العالمي لكرة القدم (فيفا).

## حياته السابقة

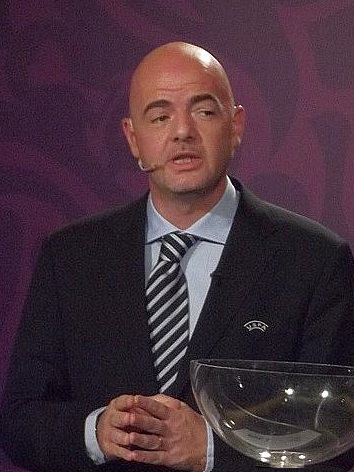
جياني إنفانتينو خلال قرعة تصفيات كأس الأمم الأوروبية 2012، فندق شيراتون في كراكوف.

ولد جياني إنفانتينو في 23 مارس 1970 في بريغ في سويسرا. وهو ابن لوالدين مهاجرين إيطاليين من كالابريا ولومبارديا. درس القانون في جامعة فرايبورغ. يجيد اللغة الإيطالية والبرتغالية والإسبانية والفرنسية والألمانية. يتحدث إنفانتينو أيضًا الإنجليزية بشكل جيد مع لهجة ثقيلة بعض الشيء بالإضافة لبعض العربية أيضًا.

## مهنيًا

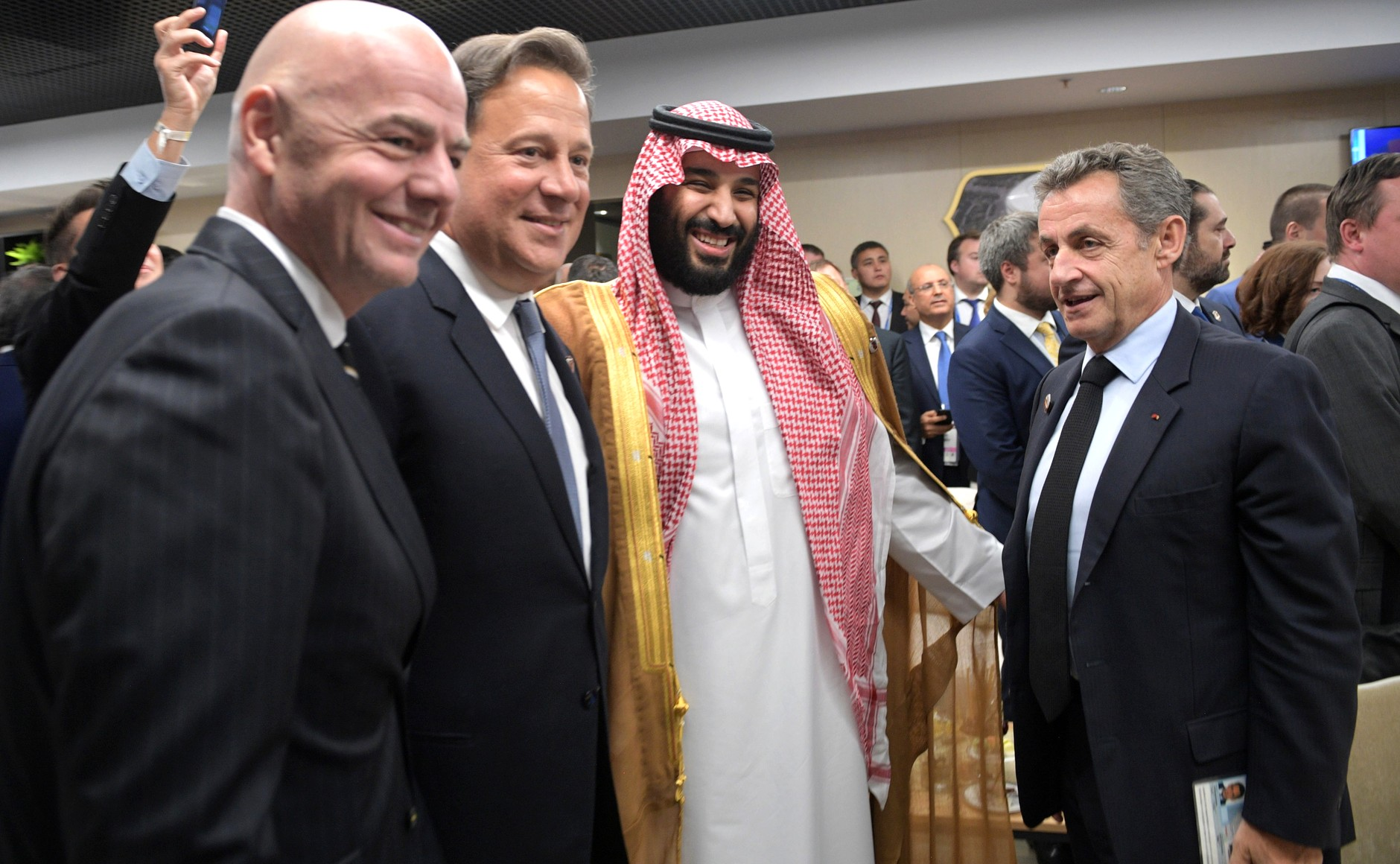
تحرير

يعمل إنفانتينو أمينًا عامًا للمركز الدولي للدراسات الرياضية (سي آي إي إس) في جامعة نيوشاتيل.

### يويفا
بدأ جياني إنفانتينو العمل مع يويفا في أغسطس 2000، وعُين مديرًا لقسم الشؤون القانونية وترخيص الأندية في اليويفا في يناير 2004، ثم أصبح نائب الأمين العام لليويفا في عام 2007، وأمينًا عامًا لليويفا في أكتوبر 2009. خلال فترة وجوده هناك، قدم الاتحاد الأوروبي لكرة القدم «اللعب الاقتصادي العادل» وحسن الدعم التجاري للجمعيات الوطنية الصغيرة.
أشرف إنفانتينو على توسيع بطولة أمم أوروبا (يويفا يورو) 2016 لتصبح 24 فريقًا ولعب دورًا في تنظيم دوري الأمم الأوروبية وكأس الأمم الأوروبية 2020، التي ستقام في 13 دولة أوروبية.
في عام 2015، قررت الحكومة اليونانية إدخال قانون جديد للرياضة استجابة للفضائح وأعمال العنف والفساد السابقة في كرة القدم اليونانية. قاد جياني إينفانتينو المفاوضات مع الحكومة اليونانية بصفته الأمين العام للاتحاد الأوروبي لكرة القدم، وأيّد تحذير الاتحاد اليوناني لكرة القدم لبلاده بأنها قد تواجه تعليقًا وحظرًا من المشاركة في فعاليات كرة القدم الدولية بسبب تدخل الحكومة في الرياضة.

### اتحاد كرة القدم
كان إنفانتينو عضوًا في لجنة إصلاح الفيفا. في 26 أكتوبر 2015، تلقى دعمًا من اللجنة التنفيذية للاتحاد الأوروبي لكرة القدم (يويفا) من أجل الترشح لشغل منصب الرئيس في مؤتمر فيفا الاستثنائي عام 2016. في نفس اليوم، أكد ترشيحه وقدم إعلانات الدعم المطلوبة. كان توسيع كأس العالم فيفا ليشارك فيه أربعين فريقًا من أولوياته.
انتُخب رئيسًا للفيفا في 26 فبراير 2016 لمدة ثلاث سنوات. إنفانتينو هو رجل سويسري يحمل جنسية مزدوجة بسبب والديه. مع انتخابه، أصبح أول إيطالي يتولى رئاسة الفيفا.
انتقد إنفانتينو في عام 2017 قرار حظر السفر للولايات المتحدة على العديد من الدول ذات الأغلبية المسلمة. إذ صرّح:«عندما يتعلق الأمر بالمسابقات التي تنظمها الفيفا، فإن أي فريق -بما في ذلك مشجعي ومسؤولي هذا الفريق المتأهل لكأس العالم- يحتاجون إلى الوصول إلى البلاد، وإلا لن تكون هناك بطولة كأس العالم. هذا أمر واضح».
في يوليوز 2025،  تم افتتاح المقرُ الإقليمي للاتحاد الدولي لكرة القدم “فيفا ــ فرع إفريقيا” بمدينة الرباط المغربية(المغرب)، وذلك بحضور رئيس “الفيفا” جياني إنفانتينو. 

#### حقوق المرأة
بعد الثورة الإسلامية في إيران عام 1979، مُنعت النساء من دخول الملاعب في مباريات فرق الرجال. حذر إنفانتينو اتحاد كرة القدم الإيراني بالإضافة إلى سلطات جمهورية إيران الإسلامية مرارًا وتكرارًا من انتهاك حقوق المرأة الإيرانية. في 8 سبتمبر 2019، انتحرت سحر الخضري بعد اعتقالها بسبب محاولتها دخول الاستاد.
«موقفنا واضح وثابت. يجب السماح للنساء بالدخول إلى ملاعب كرة القدم في إيران. الآن هو الوقت المناسب لتغيير الأشياء». إنفانتينو، سبتمبر 2019
بعد هذه الحادثة، أكدت الفيفا استطاعة النساء الإيرانيات حضور المباريات في الملعب اعتبارًا من أكتوبر 2019. في 10 أكتوبر 2019، حضرت أكثر من 3500 سيدة إلى استاد آزادي في مباراة التأهل لكأس العالم ضد كمبوديا.

## الحياة الشخصية
جياني إنفانتينو متزوج من اللبنانية لينا أشقر وأنجب منها 4 أولاد.

## انتقادات
في 3 مايو 2022، نشرت منظمة هيومن راتس ووتش تقريرًا وثقت فيه انتهاك رئيس الفيفا جياني إنفانتينو لحقوق العمال الذين ماتوا أثناء عملهم في ملاعب كأس العالم في قطر. حيث عقدت الفيفا مؤتمر بعنوان "إدارة اللعبة الجميلة" للحديث عن كأس العالم 2022 في قطر، ووثق حديث المؤتمر انتهاكات بحقوق العمال المهاجرين حيث كان رد إنفانتينو عندما سُئل عن دفع تعويضات للعائلات التي فقدت أفرادًا ماتوا وهم يبنون هذه الملاعب بالرفض قائلاً "عندما تمنح شخصا ما عملا، فأنت تمنحه الكرامة والفخر، حتى لو كانت الظروف صعبة".

## وصلات خارجية
- جياني إنفانتينو على موقع IMDb (الإنجليزية)
- جياني إنفانتينو على موقع مونزينجر (الألمانية)
- جياني إنفانتينو على موقع قاعدة بيانات الفيلم (الإنجليزية)
- جياني إنفانتينو على موقع أوليمبيديا (الإنجليزية)

- السيرة الشخصية لجياني إنفانتيو